# Ángel David Rodríguez
Ángel David Rodríguez (ur. 25 kwietnia 1980 w Madrycie) – hiszpański lekkoatleta, sprinter. Wielokrotny mistrz i rekordzista kraju, dwukrotny olimpijczyk (2008, 2012).

## Sukcesy
| Rok  | Zawody                         | Miasto       | Poz. | Konkurencja        | Wynik (s) |
| ---- | ------------------------------ | ------------ | ---- | ------------------ | --------- |
| 2010 | Mistrzostwa Ibero-Amerykańskie | San Fernando | 2.   | Sztafeta 4 x 100 m | 39,45     |

## Rekordy życiowe
| Dystans            | Wynik {s) | Miejsce    | Data            | Uwagi                        |
| ------------------ | --------- | ---------- | --------------- | ---------------------------- |
| bieg na 60 metrów  | 6,55      | Düsseldorf | 8 lutego 2013   | rekord Hiszpanii             |
| bieg na 100 metrów | 10,14     | Salamanka  | 2 lipca 2008    | były rekord Hiszpanii        |
| bieg na 100 metrów | 10,12w    | Salamanka  | 3 czerwca 2017  | zbyt mocny wiatr (+ 3,7 m/s) |
| bieg na 200 metrów | 20,61     | Barcelona  | 19 lipca 2008   |                              |
| bieg na 200 metrów | 20,34w    | Málaga     | 7 sierpnia 2011 | zbyt mocny wiatr (+ 2,5 m/s) |